# Étienne Lécroart
Pour les articles homonymes, voir Lécroart.
Étienne Lécroart est un auteur de bande dessinée et  illustrateur français, né le 2 novembre 1960 à Rueil-Malmaison.

## Biographie

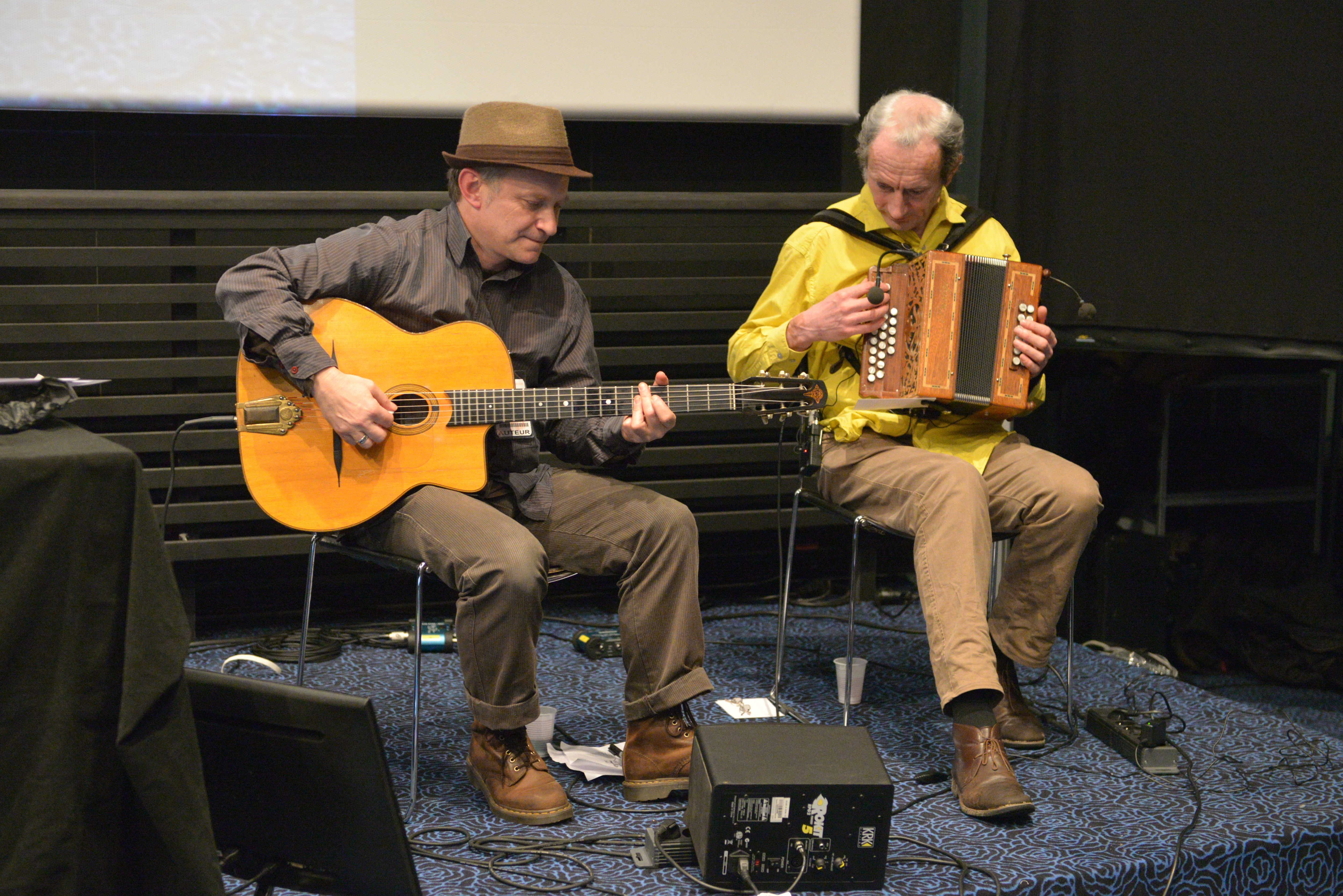
Les Jacqueline Maillan avec Jeff Pourquié et Etienne Lécroart au Festival d'Angoulême 2015.

Étienne Lécroart fait des études à Paris à l’École nationale supérieure des arts décoratifs dont il sort diplômé, puis commence sa carrière en 1986 en tant que dessinateur de presse (Libération, Politis, La Croix, Fluide glacial, La Grosse Bertha). Il est publié depuis 1993 dans plusieurs magazines, dont Phosphore, Politis, Spirou, Lapin, Psikopat, Fluide glacial, Liaisons Sociales, Alternatives non-violentes, Le journal de Mickey, Le Point et L'Illustré.
Il réalise plusieurs livres de bande dessinée et de dessin d'humour dans différentes maisons d'édition.
Il est membre de l'Oubapo (Ouvroir de bande dessinée potentielle) depuis le 2 juillet 1993, dont il est l'un des piliers. Il a été, le 17 janvier 2006, l'invité d'honneur de l'Oulipo (Ouvroir de littérature potentielle), et en est membre depuis le 3 avril 2012.
Il est membre actif de la maison d'édition associative L’Association où il participe au comité de lecture depuis 2011.
Parmi ses travaux, Lécroart compose des bandes dessinées basées sur la « plurilecturabilité » : lisibles à la fois horizontalement, verticalement et obliquement, par exemple la bande dessinée palindromique Cercle Vicieux qui peut être lue de la première à la dernière case ou vice versa.
Il a créé une exposition de planches de bandes dessinées en bois modulables et manipulables intitulée Planches en vrac et à la découpe.
Étienne Lécroart est par ailleurs commandeur exquis de l’ordre de la Grande Gidouille au Collège de 'Pataphysique, lauréat du trophée Presse-Citron (meilleur dessinateur de presse) en 1999 et en 2017 et du grand prix de l'Humour noir Grandville 2003.
Étienne Lécroart est joueur amateur de soubassophone et d'accordéon diatonique. Il s'est produit au sein du groupe Copains comme Cochon et chante actuellement dans le groupe Les Jacqueline Maillan avec Marianne Lampel, Jeff Pourquié, Gilles Quétin, Jean-Yves Duhoo et Philippe Calandre.

## Publications

### Bande dessinée
- L'Ère du cornichon, Car rien n'a d'importance, 1992
- Pervenche et Victor, L'Association, 1994
- Pat et Tic, Hors Gabarit, 1995
- La vie exemplaire de Saint Sinus, Cornélius,1995
- Poil au Cupidon, Glénat,1995
- Oupus 1, L'Association, 1996
- La Vie de bureau, Hors Collection,1996
- Et c'est comme ça que je me suis enrhumée, Le Seuil, 1998
- Ratatouille, Le Seuil, 1999[3]
- Cercle vicieux, L'Association, 2000
- Oupus 3, L'Association, 2000
- Tout l'humour du monde, Glénat, 2001
- Machins trucs, Glénat, 2002
- Superlipopette, Glénat, 2003
- Le Cycle, L'Association,  2003
- Oupus 2, L'Association,  2003
- Oupus 4, L'Association, 2004
- Livret de l'album OuMuPo2 avec Rob Swift sur le label Ici, d'ailleurs..., 2004
- Scroubabble, Jeu, L'Association, 2005
- L'élite à la portée de tous, L'Association, 2005
- Les caïds de la gaudriole, Fluide glacial, 2007
- Bande de sonnets, L'Association, 2007
- Les carnets d'un commissaire, L'Association, 2011
- Contes & Décomptes, L'Association, 2012. Prix "La racine des mots est-elle carrée ?" 2015.
- Participation à : Marie Moinard et collectif, En chemin elle rencontre... : Les artistes se mobilisent pour l'égalité femme-homme, Vincennes/Paris, Des ronds dans l'O / Amnesty International, février 2013, 84 p. (ISBN 978-2-917237-46-5)
- Participation à Comicscope de David Rault, l'Apocalypse, 2013
- La page de tous les désirs, L'Association, 2013
- H. Vernie... Divers voyages, La Bibliothèque Oulipienne, 2013
- Oupus 5 - Le journal directeur, L'Association, 2014
- Mon Lapin n° 4, L'Association,, 2014
- À table !, éd. Lajouanie, 2014
- Pourquoi les riches sont de plus en plus riches et les pauvres de plus en plus pauvres, avec Monique Pinçon-Charlot et Michel Pinçon, dessins d'Étienne Lécroart, éditions La ville brûle, 2014
- Les mathématiques sont la poésie des sciences de Cédric Villani, dessins d'Étienne Lécroart, L'Arbre de Diane, 2015
- Oupus 6, L'Association, 2015
- Le Hasard, une approche mathématique, avec Ivar Ekeland, éd. Lombard 2016 (coll. La petite bédéthèque des savoirs),  (ISBN 978-2803637393)
- Panique dans le 16e ! : Une enquête sociologique et dessinée, avec Monique Pinçon-Charlot et Michel Pinçon, éd. La ville brûle, 2017
- Vanité, L'Association, 2017
- Les Riches au tribunal : l'affaire Cahuzac et l'évasion fiscale, avec Monique Pinçon-Charlot et Michel Pinçon, éd. Delcourt/Encrages, 2018
- Fifiches à Gogo, ed. L'Association, 2019
- Urgence climatique. Il est encore temps !, avec Ivar Ekeland, éd. Casterman, 2021. Prix "Lire l'Économie" spécial BD 2021[4].
- Les gens qui comptent, avec Hervé Le Tellier, éd. Les Venterniers, 2021
- Petit manuel d'humour en toute circonstance, éd. Fluide Glacial, 2022
- Fumier, L'Association, 2022
- L'Oulipo par la bande, ed. L'Association, 2023
- La révolution des algues, avec Vincent Doumeizel, éd. Futuropolis, 2025

### Discographie
- Copains Comme Cochons